# 百万眼泪
《百萬眼淚》（英語：Million Tears）是德國歐陸舞曲團體舞动精灵乐团在2002年發行的出道專輯《Covergirl》中的一首歌曲。該曲於2015年再次發行，作為一張獨立迷你專輯，收錄了五個全新版本。
根據主唱梅蘭妮·蒙奇的說法，這首僅花三天創作完成的歌曲，講述了失去初戀所帶來的心痛。
在新加坡，這首歌與秘密社團「三六九」有著密切關聯。該幫派成員常在歌曲中那句「Whoa oh whoa ohh, a million tears for you」之後的器樂段落，唱出臭名昭著的幫派口號。在新加坡，參與幫派活動屬於刑事犯罪。警方曾對演唱會期間出現的幫派口號展開調查。也因此，舞动精灵乐团曾被建議不要在2019年與2023年於新加坡舉行的演出中演唱此曲。